# Ischnopterapion aeneomicans
Ischnopterapion aeneomicans – gatunek chrząszcza z rodziny pędrusiowatych i podrodziny Apioninae. Zamieszkuje Europę i Afrykę Północną. Żeruje na szyplinach.

## Taksonomia
Gatunek ten opisany został po raz pierwszy w 1864 roku przez Josepha Antoine’a Wenckera pod nazwą Apion aeneomicans. Wyróżnia się w jego obrębie dwa podgatunki:
- Ischnopterapion (Ischnopterapion) aeneomicans aeneomicans Wencker, 1864
- Ischnopterapion (Ischnopterapion) aeneomicans nothum Desbrochers des Loges, 1897

## Morfologia
Chrząszcz o ciele długości od 1,9 do 2,2 mm. Ubarwienie ma czarne z wyraźnym połyskiem ciemnomosiężnym. Wierzch ciała porastają dość długie i gęste włoski (włosowate łuski). Połysk i owłosienie są lepiej zaznaczone niż u innych środkowoeuropejskich przedstawicieli podrodzaju. Ryjek jest zakrzywiony i mniej więcej tak długi jak głowa i przedplecze razem wzięte. Dość cienkie czułki osadzone są w nasadowej połowie ryjka nieopodal jego środka. Na szerszym niż dłuższym przedpleczu występuje krótki, podłużny dołek przedtarczkowy. Tarczka jest krótka, naga i niepunktowana. Krótkie, zwarte, jajowate pokrywy przywodzą na myśl te u Holotrichapion pisi. Barki są dobrze wykształcone, a międzyrzędy mikrosiateczkowane i szersze od rzędów. Pierwszy człon stóp nie jest wyraźnie dłuższy od następnego. Spośród widocznych sternitów odwłoka pierwszy i drugi rozdzielone są kompletnym, choć delikatnym szwem. Genitalia samca mają rozdzielone szerokim wcięciem płaty parameroidalne.

## Ekologia i występowanie
Zarówno larwy, jak i postacie dorosłe są monofagicznymi fitofagami żerującymi na szyplinach. Stwierdzono je na szyplinie jedwabistym, pięciolistnym oraz zielnym. Endofagiczna larwa przechodzi rozwój wewnątrz strąków, indukując powstawanie na nich rozdętych wyrośli (galasów). Tam też następuje przepoczwarczenie. Aktywne postacie dorosłe obserwuje się od maja do września.
Gatunek zachodniopalearktyczny. Podgatunek nominatywny ograniczony jest do Europy Południowej i południa Europy Środkowej. Wykazano go z Hiszpanii, Francji, Niemiec, Austrii, Włoch, Czech, Słowacji, Węgier i Rumunii. Na „Czerwonej liście gatunków zagrożonych Republiki Czeskiej” umieszczony został jako gatunek bliski zagrożenia wymarciem (NT). Podgatunek I. a. nothum jest endemitem Afryki Północnej, podawanym z Algierii i Tunezji.